# کلیرا
کلیرا (نام علمی: Cleyera) نام یک سرده از رده دولپه‌ای‌ها است.